# Meiracyllium trinasutum
Meiracyllium trinasutum är en orkidéart som beskrevs av Heinrich Gustav Reichenbach. Meiracyllium trinasutum ingår i släktet Meiracyllium och familjen orkidéer. Inga underarter finns listade i Catalogue of Life.

## Bildgalleri

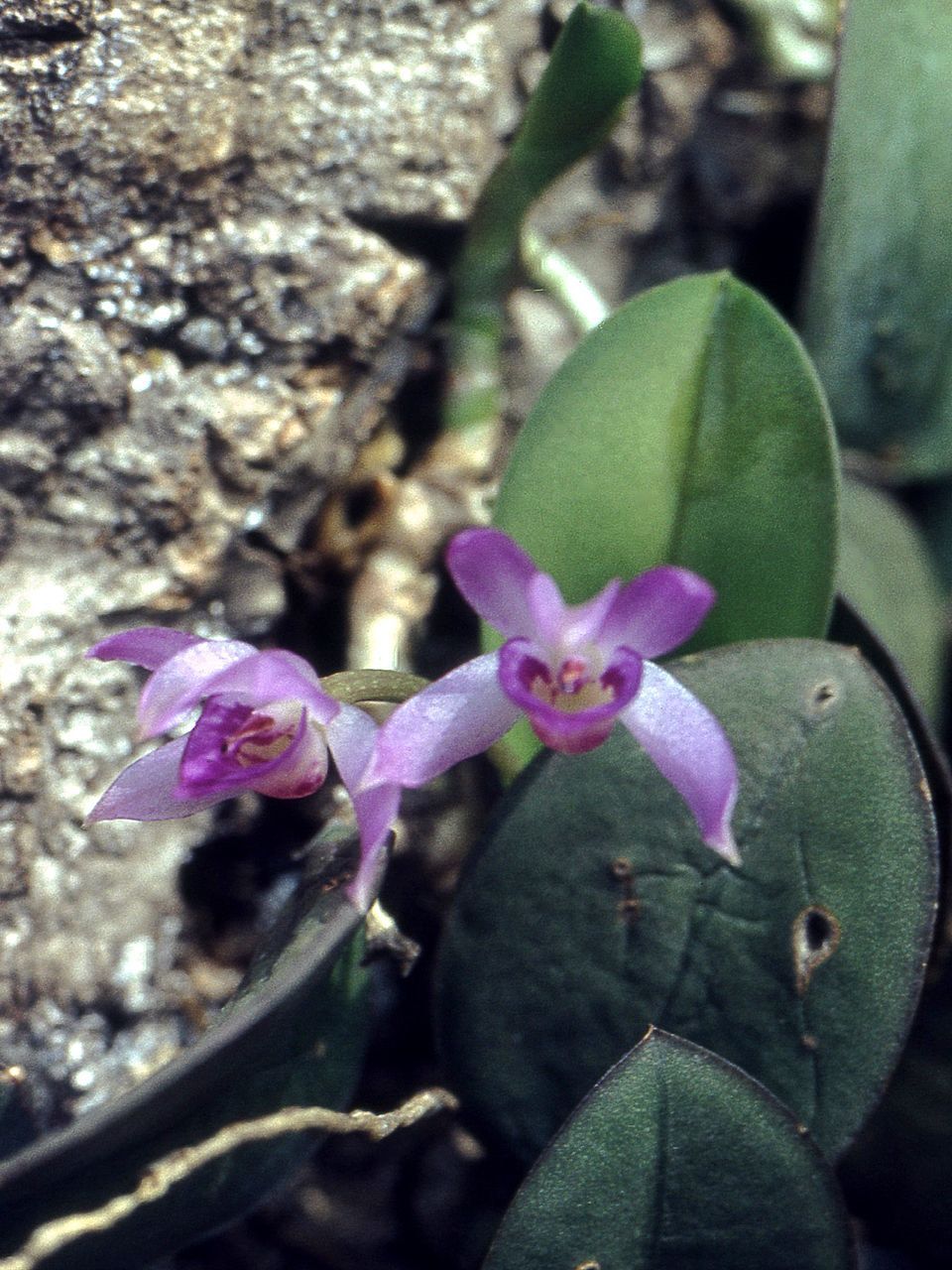
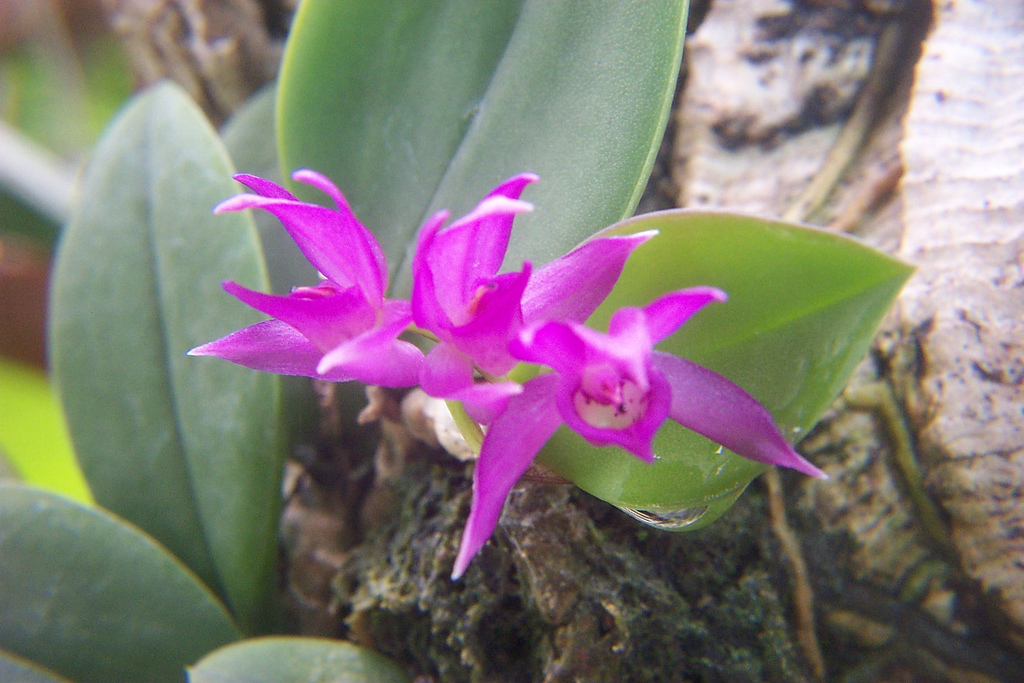
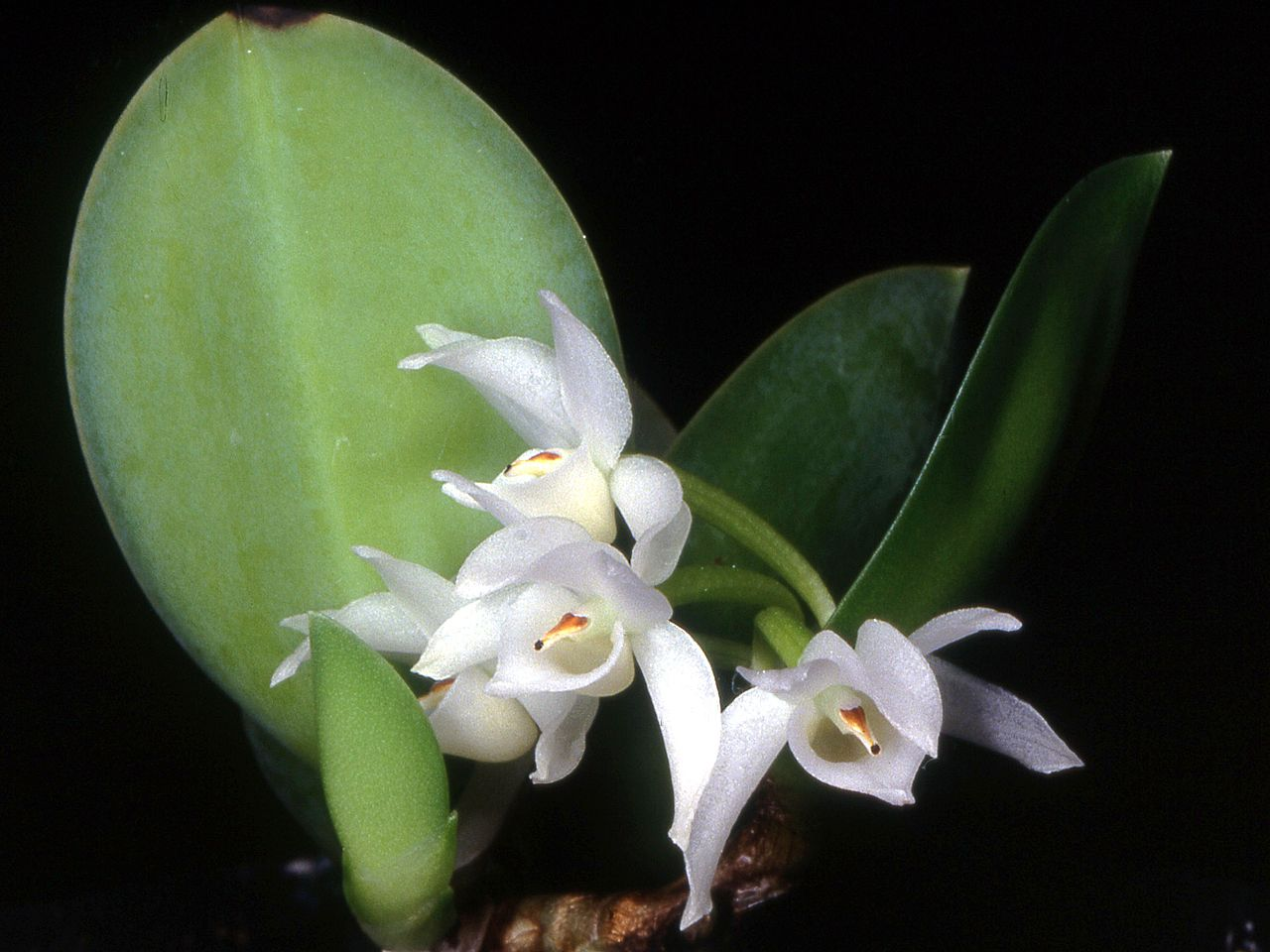
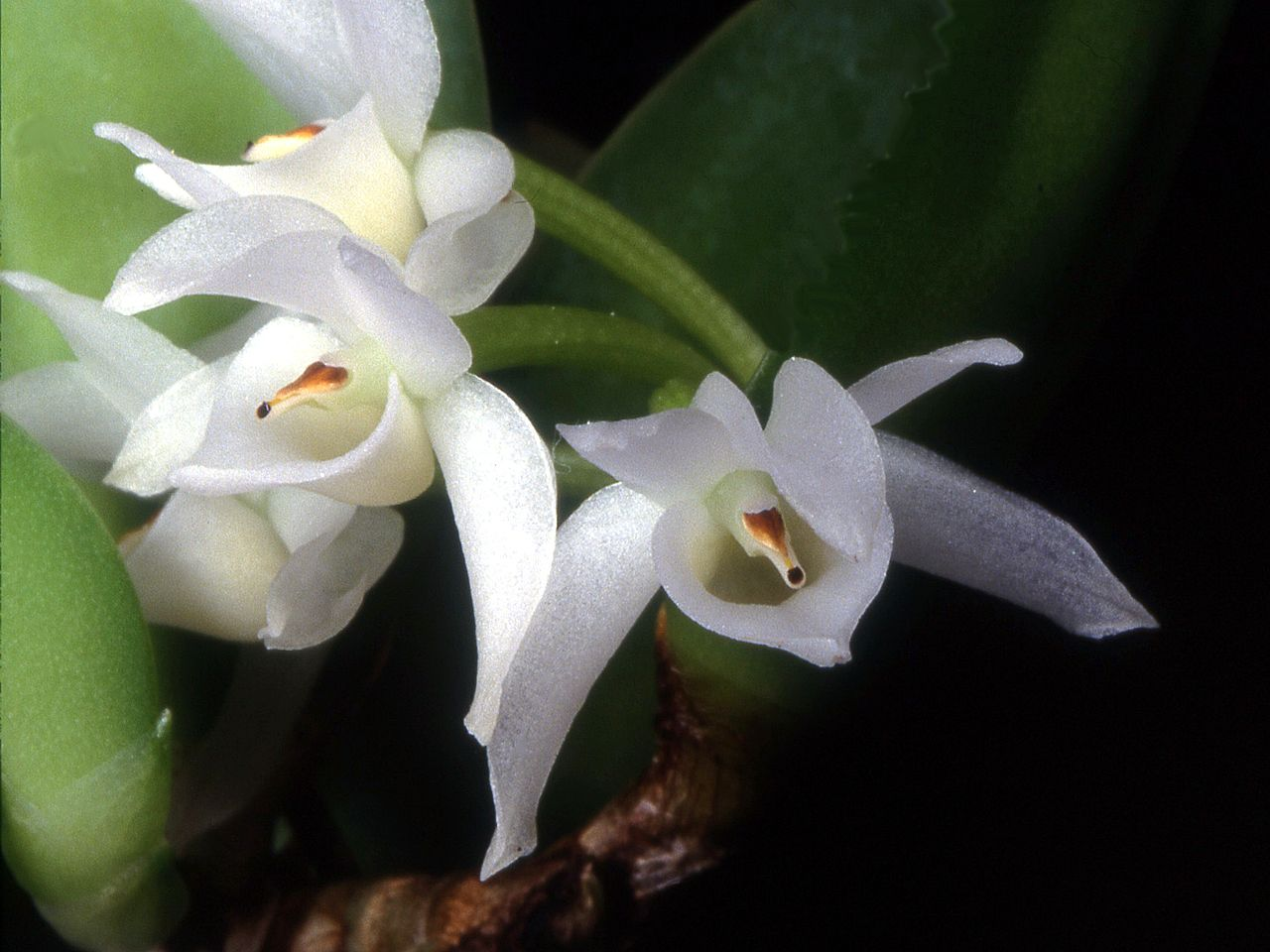
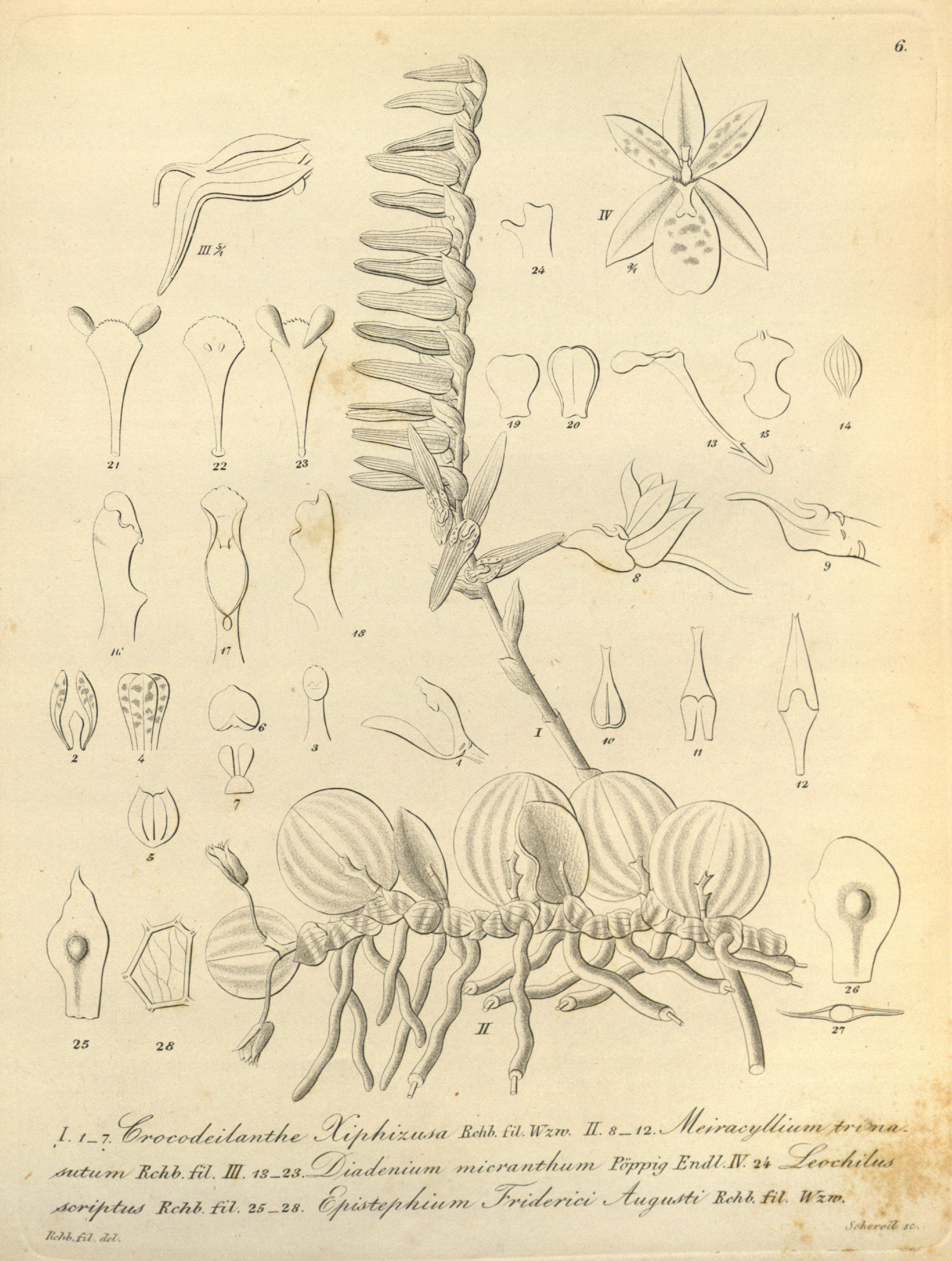